# 木村颯
木村 颯（きむら はやて、1998年7月6日 - 2023年8月14日）は、日本の競艇選手。

## 経歴
山口県岩国市出身。高校卒業後に24倍の倍率を突破してボートレーサー養成所に入所、2018年3月に合格して同月24日、第122期生として選手登録。同年5月20日、徳山競艇場11R6枠でデビュー、6着だった。同年11月1日、62戦目となる尼崎競艇場で開催された「第50回デイリースポーツ杯争奪 琴浦賞競走」最終日2Rで初勝利、水神祭を行う。
2023年8月14日午後7時50分頃、山口県光市虹ヶ浜1丁目の国道188号へ道路沿いの飲食店駐車場から軽乗用車を運転して出た際、下松市方面に走っていた乗用車と衝突、木村の車に同乗の20代女性と乗用車の20歳男性が軽傷を負い、木村は頭などを強く打ち、搬送先の病院で約3時間後に重症頭部外傷により死亡、25歳。このことは翌日の15日に発表された。
通算534戦9勝。2023年8月9日、下関競艇場で9Rに出走、6着になったのが最後のレースだった。
2023年9月24日のヤングダービー競走では同じ122期生5人が木村の写真が入ったTシャツを着て出場した。

## 人物
美形であり、BOAT RACE振興会の女性ファン向けイベントによく登場していた。
インドア派で趣味はゲーム、特にパソコンでシューティングゲームをよくプレイした。